# 高槻市立上牧小学校
高槻市立上牧小学校（たかつきしりつ かんまきしょうがっこう）は、大阪府高槻市にある公立小学校。創立記念日は11月24日。

## 沿革
- 1972年4月1日 - 創立 (高槻市立五領小学校からの分離)
- 同12月15日 - 講堂兼体育館完成
- 同12月23日 - 校章制定
- 1973年7月10日 - プール完成
- 1982年9月13日 - 校歌制定

## 通学区域
- 高槻市 東上牧1～3丁目、上牧町1～5丁目、淀の原町、梶原中村町

卒業後は基本的に高槻市立五領中学校へ進学する。

## 交通アクセス
- 阪急京都線 上牧駅から徒歩約15分。

## 通学区域が隣接している学校
- 高槻市立五領小学校
- 島本町立第四小学校
- 枚方市立樟葉小学校
- 枚方市立樟葉西小学校
- 枚方市立牧野小学校